# Таганрогский электробус
Таганрогский электробус — это новый вид общественного транспорта, запущенный в Таганроге в начале 2024 года.

## Подвижной состав
В 2023 году в рамках федерального проекта для Таганрога было закуплено 10 единиц электробусов марки КамАЗ-6282.

## Маршруты
С 15 февраля 2024 года открыто два электробусных маршрута, которые работали до 13 июня 2024 года:
- № 78 «пер. 1-й Новый — пер. Малый Садовый» (маршрут следования: пер. 1-й Новый — ул. Маршала Жукова ‒ ул. Бакинская — ул. Морозова — ул. Турубаровых — ул. Москатова ‒ ул. Дзержинского — ул. Щаденко — ул. Бабушкина — ул. Социалистическая — ул. Петровская ‒ пер. 1-й Крепостной — ул. Греческая).
- № 79 «ул. Чехова — ул. Петровская» (маршрут следования: ул. Чехова — ул. Транспортная — ул. Кузнечная — ул. Большой Проспект — ул. Октябрьская — пер. Смирновский — ул. Фрунзе — пер. Кавалерийский — ул. Ленина — ул. Петровская).

C 14 июня 2024 года изменилась схема движения электробусов, которая полностью или частично дублирует закрытые троллейбусные маршруты №2 и 5/7, в связи с этим им присвоена новая нумерация:
- № 2-Т «Завод Красный Котельщик — городок Металлургов» (маршрут следования: ул. Ленина ‒ ул. Дзержинского — ул. Фрунзе — Гоголевский пер. — ул. Петровская ‒ ул. Дзержинского — ул. Москатова — ул. Щаденко — ул. Морозова — ул. Бакинская ‒ 1-Линия. Обратно: пер. 1-й Новый — 4-я Линия ‒ ул. Бакинская — ул. Морозова — ул. Турубаровых — ул. Москатова ‒ ул. Дзержинского — ул. Фрунзе — Гоголевский пер. — ул. Петровская — ул. Ленина);
- № 5/7-Т «Завод Красный Котельщик — Улица Галицкого» (маршрут следования: ул. Ленина ‒ ул. Дзержинского — ул. Фрунзе — Гоголевский пер. — ул. Розы Люксембург — Смирновский пер. — ул. Чехова. Обратно: ул. Чехова — Гоголевский пер. —  ул. Петровская — ул. Ленина).

Обслуживанием электробусов занимается МУП «Трамвайно-троллейбусное управление» г. Таганрога.

## Инфраструктура электробуса
Установлено 4 зарядных станций, из них: 2 на территории ТТУ, и по одной на конечных остановках электробусов: на 1-м Новом переулке и по улице Чехова, 375.

## Стоимость проезда в электробусе
Стоимость проезда в Таганрогском электробусе составляет 40 рублей наличными и 38 рублей при безналичной оплате проезда. Для льготной категории граждан (школьники, студенты и пенсионеры) по социальным картам оплата составляет 31,5 рублей за одну поездку.

## Перспективы развития электробусного движения в Таганроге.
В дальнейшем планируется приобретение для работы на городских маршрутах дополнительно ещё 10 единиц подвижного состава и двух зарядных станций, а также запуск маршрута 3-Т. Общее количество подвижного состава составит 20 единиц. Власти Таганрога хотят развивать маршрутную сеть города.